# Musei di Salerno

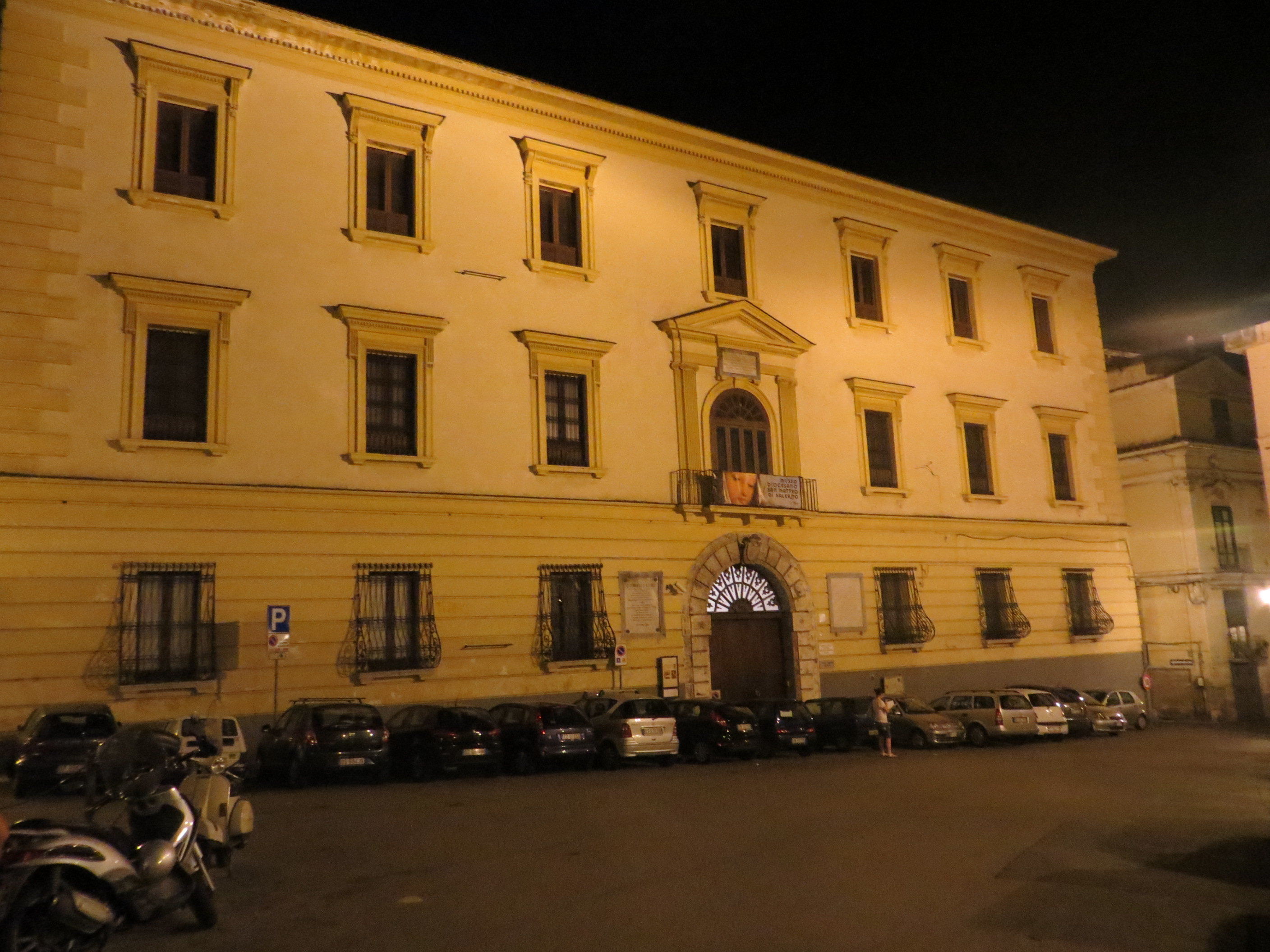
Museo Diocesiano del Duomo di Salerno

Elenco dei musei di Salerno.

## Elenco per tipologia

### Musei a carattere storico
- Museo dello sbarco e Salerno Capitale
- Museo Archeologico Provinciale

### Musei a carattere medico
- Museo Roberto Papi
- Museo virtuale della scuola medica salernitana

### Musei d'arte ed architettura
- Pinacoteca provinciale
- Museo Città Creativa
- Museo della Ceramica "Alfonso Tafuri"
- Museo delle Ceramiche del Castello
- Archivio di Architettura contemporanea
- Museo del presepe dipinto[1]

### Musei a carattere religioso
- Museo diocesano

### Spazi espositivi
- Complesso monumentale di Santa Sofia
- Macte 1919 Animo[2][3]